# Beceite
Beceite – gmina w Hiszpanii, w prowincji Teruel, w Aragonii, o powierzchni 96,72 km². W 2011 roku gmina liczyła 607 mieszkańców.